# Pauridiantha coalescens
Pauridiantha coalescens là một loài thực vật có hoa trong họ Thiến thảo. Loài này được Ntore & Dessein mô tả khoa học đầu tiên năm 2003.